# Кириллово (Земетчинський район)
Кири́ллово (рос. Кириллово) — село у складі Земетчинського району Пензенської області, Росія.
Населення — 538 осіб (2010; 854 у 2002).
Національний склад станом на 2002 рік:
- росіяни — 98 %